# Jane Russell
Ernestine Jane Geraldine Russell (Bemidji (Minnesota), 21 juni 1921 – Santa Maria (Californië), 28 februari 2011) was een Amerikaans actrice.

## Loopbaan

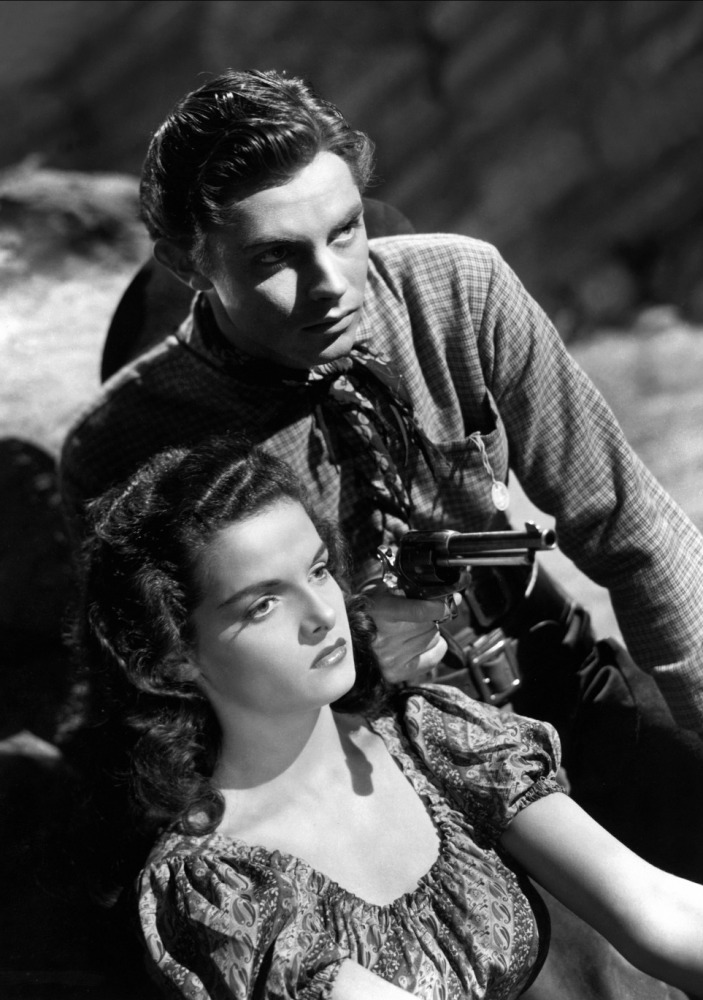
Jack Buetel en Jane Russell
(1943), The Outlaw, Howard Hughes Productions

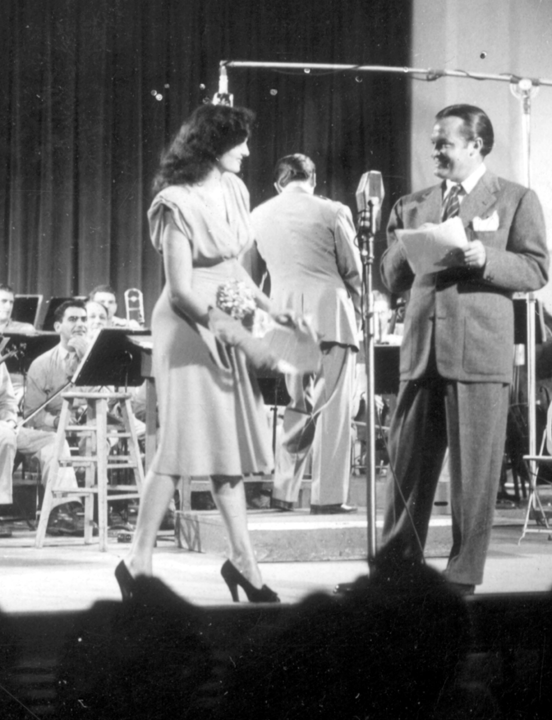
Jane Russell en Bob Hope
(1944), Armed Forces Radio Show, CBS Studio

Marilyn Monroe en Jane Russell
(1953), New York Sunday News

Haar eerste filmrol was in de western The Outlaw van producent Howard Hughes, waarin niet haar acteerprestaties maar vooral haar decolleté een centrale plaats innam. Zozeer zelfs dat de film drie jaar lang door de Amerikaanse filmkeuring werd tegengehouden. Ook de filmposters waren omstreden, waardoor ze een van de eerste prominente sekssymbolen was die via de film bekend werden. Haar foto's werden door talloze Amerikaanse soldaten meegedragen op hun veldtocht door Europa.
Ze is vooral beroemd van haar rol in de film Gentlemen Prefer Blondes, waar ze tegenover onder andere Marilyn Monroe stond. Deze nam daarna de plaats van sekssymbool van haar over.
Russell, die door vele abortussen onvruchtbaar was geworden, adopteerde drie kinderen en richtte in 1955 de World Adoption International Fund op. Ook was ze oprichter van de Hollywood Christian Group en actief lid van de Republikeinse Partij.

## Filmografie
- The Outlaw (1943)
- Young Widow (1946)
- The Paleface (1948)
- Screen Snapshots: Hollywood Rodeo (1949)
- Hollywood Goes to Bat (1950)
- His Kind of Woman (1951)
- Double Dynamite (1951)
- The Las Vegas Story (1952)
- Macao (1952)
- Son of Paleface (1952)
- Montana Belle (1952)
- Road to Bali (1952)
- Gentlemen Prefer Blondes (1953)
- The French Line (1954)
- Underwater! (1955)
- Foxfire (1955)
- The Tall Men (1955)
- Gentlemen Marry Brunettes (1955)
- Screen Snapshots: Playtime in Hollywood (1956)
- Hot Blood (1956)
- The Revolt of Mamie Stover (1956)
- The Fuzzy Pink Nightgown (1957)
- Fate Is the Hunter (1964)
- Johnny Reno (1966)
- Waco (1966)
- The Born Losers (1967)
- Darker Than Amber (1970)
- The Yellow Rose (1983–1984) (televisieserie)

## Publicatie
- My Path and My Detours: An Autobiography (Franklin Watts, 1985) - memoires